# Sandsee (Pleinfeld)

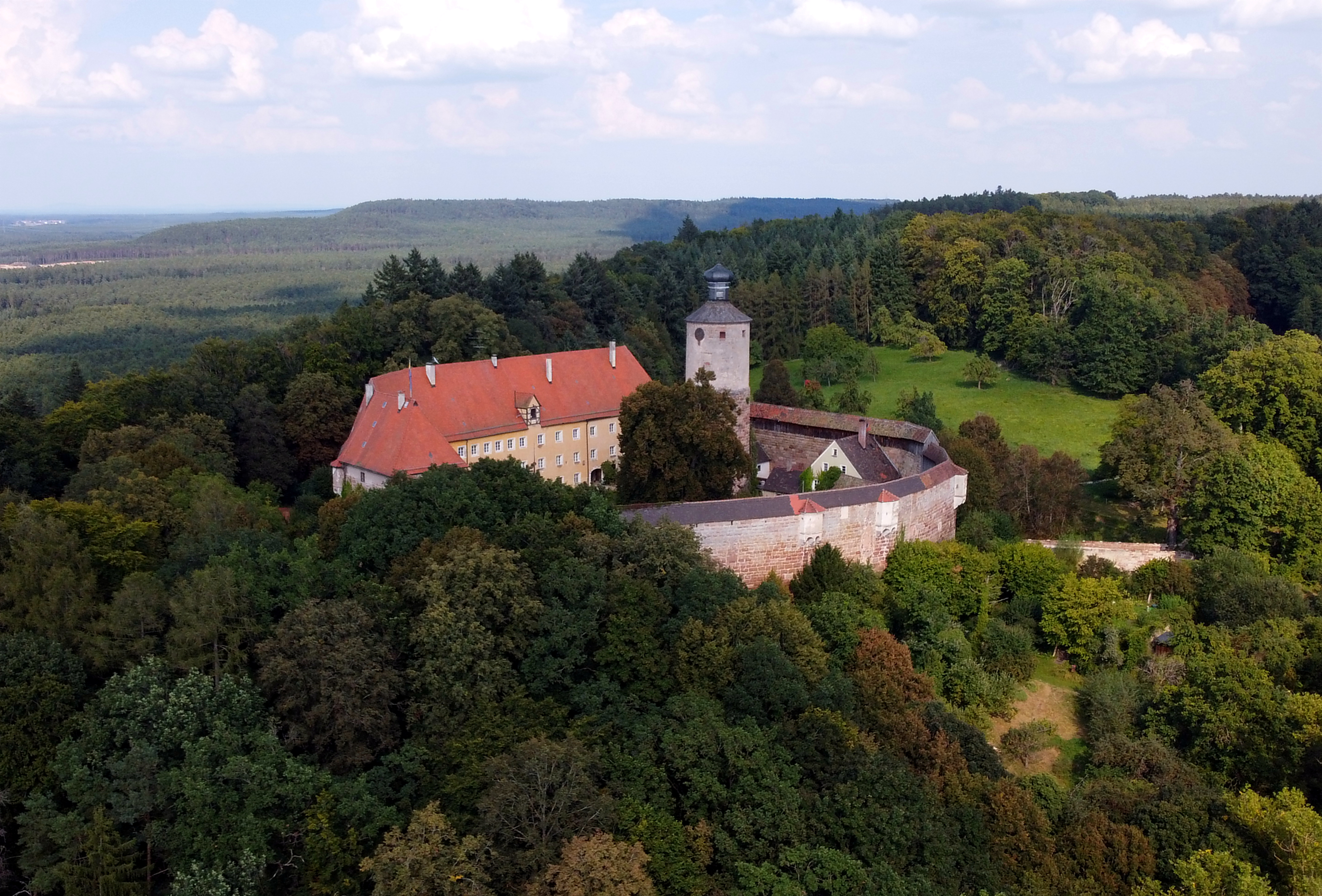
Luftbild des Schlosses Sandsee von Westen

Sandsee ist ein Gemeindeteil in der Gemarkung Mischelbach des Marktes Pleinfeld im Landkreis Weißenburg-Gunzenhausen (Mittelfranken, Bayern), der aus dem Schloss Sandsee besteht.

## Lage
Die Rundfestung liegt nahe Mischelbach auf dem 455 m ü. NHN hohen Weinberg und ist als Hochburg angelegt.

## Geschichte
Die Burg wurde vermutlich im 12. Jahrhundert durch die Herren von Hirschberg errichtet. Im Jahre 1278 wurde ein Rüdiger von Dietenhofen als Verweser von Burg Sandsee genannt. Graf Gebhard von Hirschberg verkaufte die Burg 1302 an das Hochstift Eichstätt. Die Anlage diente den Eichstätter (Fürst‑)Bischöfen als Amts- und Jagdschloss.
Im Krieg zwischen Herzog Ludwig von Bayern und Markgraf Achilles von Ansbach wurde die Burg 1462 zerstört. Die Beschädigungen durch den Markgrafenkrieg ließ Bischof Wilhelm von Reichenau 1467 reparieren, wie ein Wappen am Westflügel beweist. Bischof Martin von Schaumburg ließ 1572 Reparaturen am alten Palas vornehmen. Der Wehrerker wurde 1621 ergänzt. Während des Dreißigjährigen Krieges (1618 bis 1648) wurden Teile der Burg 1632 bzw. 1636 niedergebrannt.
Um 1660 wurde die Burg unter Fürstbischof Marquard Schenk von Castell wieder aufgebaut. Die Bedachung der Bergfrieds musste nach einem Blitzschlag 1782 erneuert werden. Durch die Säkularisation fiel die Burg 1815 an Bayern und noch im selben Jahr schenkte der bayerische König Max I. Joseph in Wertschätzung seiner Verdienste das Schloss zusammen mit dem Ellinger Thronlehen seinem General Carl Philipp Fürst von Wrede. In die unteren Geschosse des Westflügels wurde 1902 eine Schlosskapelle eingebaut, die am 18. Juli 1903 geweiht wurde. Ab 1941 wird Schloss Sandsee als Auslagerungsdepot des Staatsarchives Nürnberg genutzt. In den Jahren 1950 bis 1955 war es ein Diözesanjugendhaus der Diözese Eichstätt.
Vor der Gemeindegebietsreform ein Gemeindeteil von Mischelbach, wurde Sandsee am 1. Juli 1972 zusammen mit seinem Hauptort nach Pleinfeld eingegliedert.

## Gegenwart
Heute wird das Schloss von Carl Friedrich Fürst von Wrede (* 1942) und seiner Gattin Katharina Fürstin von Wrede (* 10. November 1945) bewohnt. Es beherbergt auch die Kunstwerkstatt Nova Silesia von Katharina von Wrede.